# 貝內納
貝內納（法語：Bénéna），是馬里的城鎮，位於該國南部，由塞古區的托米尼安省負責管轄，面積495平方公里，海拔高度373米，2009年人口16,095，人口密度每平方公里32.5人。
13°7′N 4°22′W / 13.117°N 4.367°W